# Rambrott
I psykoterapi och psykoanalys betyder rambrott att patient och/eller terapeut bryter mot överenskomna ramar. Rambrott kan alltså ej förekomma utan att man först kommit överens om ramar: Dessa ramar ingår i det psykoterapeutiska kontraktet. Då man talar om ramar i Kognitiv beteendeterapi (KBT) väljer man emellanåt att istället använda begreppen gränser, behandlings-gränser eller regler. och härav följer att man i KBT istället för rambrott kan använda ordet gränsöverträdelser.
Rambrott betyder inte att något brottsligt i juridisk mening har inträffat, utan ses om uttryck för en konflikt i relationen patient och psykoterapeut: Man har verbalt enats om något som det visar sig den ena parten inte i praktiken gått med på.
Patienter med gränsproblematik, det vill säga den vanligaste problematiken hos dagens psykoterapisökande, har i början av behandlingen ofta en tendens att uttrycka sina grundläggande problem i form av rambrott.
Då rambrott inträffar i psykoterapi är det primära alltid att adressera det faktum att rambrottet hotar terapirelationen, och terapirelationen förutan blir det inte psykoterapi. Därför går rambrott, liksom alltid ordningsfrågor gör i mellanmänskliga sammanhang, före allt annat att ta itu med i psykoterapi. Rambrott och deras reparation kan bidra till ökad förståelse för patientens eller terapeutens problem. Ofta handlar dessa problem kort och gott om att patienten eller terapeuten inte lärt sig att förhålla sig förenligt med överenskommelser.
Vid patientens upprepade rambrott, vilka på vederbörligt konfliktlösande sätt av psykoterapeuten i tur och ordning har hanterats, har terapeuten att ta ställning till om fortsatt terapi under dessa omständigheter är möjlig. I den mån terapeuten inte håller sig till överenskommelser har patienten att göra sitt ställningstagande till om fortsättning är meningsfull. Vid de tillfällen då båda parter tyst överenskommer om att avstå ta upp sina likartade brott mot överenskommelser säger man att en bastion etablerats.